# جيم يونغر
جيم يونغر (بالإنجليزية: Jim Younger)‏ هو رجل عصابة أمريكي، ولد في 15 يناير 1848 في ليز ساميت في الولايات المتحدة، وتوفي في 19 أكتوبر 1902 في سانت بول في الولايات المتحدة.

## وصلات خارجية
- جيم يونغر على موقع الموسوعة البريطانية (الإنجليزية)